# Amalfi (kommun)
Amalfi är en kommun i Colombia.   Den ligger i departementet Antioquía, i den nordvästra delen av landet, 280 km norr om huvudstaden Bogotá. Antalet invånare är 20 525.